# DOF1
 (décembre 2021).
Si vous disposez d'ouvrages ou d'articles de référence ou si vous connaissez des sites web de qualité traitant du thème abordé ici, merci de compléter l'article en donnant les références utiles à sa vérifiabilité et en les liant à la section « Notes et références ».
Cet article court présente un sujet plus développé dans : automatisation de la ligne 1 du métro de Paris.
Le système DOF1 gère l'ouverture et la fermeture des portes palières installées sur les quais de la ligne 1 du métro de Paris. Il est réalisé par la société ClearSy.